# James K. Coyne
James Kitchenman Coyne III (ur. 17 listopada 1946 w Farmville) – amerykański polityk, członek Partii Republikańskiej, kongresmen.

## Życiorys
W okresie od 3 stycznia 1981 do 3 stycznia 1983 był przedstawicielem ósmego okręgu wyborczego w stanie Pensylwania w Izbie Reprezentantów Stanów Zjednoczonych.